# Leptosphaeria submaculans
Leptosphaeria submaculans är en svampart som beskrevs av L. Holm 1957. Leptosphaeria submaculans ingår i släktet Leptosphaeria och familjen Leptosphaeriaceae.   Inga underarter finns listade i Catalogue of Life.